# 제갈정
제갈정(諸葛靚,? ~ ?)은 중국 삼국시대 동오의 군인으로, 자는 중사(仲思)이며 낭야군 양도현(陽都縣) 사람이다. 조위의 사공 제갈탄의 아들이다.

## 생애
제갈탄은 위나라의 정동장군(征東將軍)지위에 있었는데, 사마소가 가충(賈充)을 보내어 제위 찬탈의 야심을 드러내자 이에 반발하여 반란을 일으켰다. 제갈탄은 오나라의 도움을 얻기 위해 장사(長史) 오강(吳綱)으로 하여금 제갈정을 오나라에 인질로 보내 구원을 청하게 했다. 제갈탄이 죽은 후 그대로 오나라에 머무르며 벼슬을 했다.
265년 보즐(步騭)의 아들인 서릉독(西陵督) 보천(步闡)이 수도를 건업(建業)에서 무창(武昌)으로 옮기기를 청하자 오나라의 황제 손호(孫皓)는 이를 받아들여 무창으로 천도했는데, 당시 우장군(右將軍)이었던 제갈정은 건업을 지키게 되었다.
손호가 등극 후 사치를 즐기고 백성들을 부역에 동원하는 일이 잦아지면서 오나라의 백성들은 불만을 품게 되었다. 266년 영안(永安: 절강성 지역)의 산적 시단(施但)이 백성들을 선동하여 무리를 끌어모으고 손호의 동생 영안후(永安侯) 손겸(孫謙)을 강제로 추대하여 건업에서 30리 떨어진 곳까지 쳐들어갔다. 시단은 손겸의 이름을 빌려 사자를 보내어 제갈정을 자신의 편으로 오게 하려 했다. 제갈정은 사자의 목을 베고 군사를 이끌어 변변한 군사장비를 갖추지 못한 반란군을 쉽게 격파하여 난이 평정되었다.
269년 제갈정은 오나라의 노장 정봉(丁奉)과 함께 합비(合肥)를 공격했으나, 진나라의 여음왕(汝陰王) 사마준(司馬駿)에게 패하였다.
280년 진나라에서 대대적으로 정벌군을 일으켜 오나라를 공격해 오자, 제갈정은 승상 장제(張悌), 단양(丹陽)태수 심영(沈瑩)과 함께 3만 군사를 이끌고 장강을 건너 진나라 왕혼(王渾)의 군사를 막게 되었다. 서전에서 왕혼의 부장 장교(張喬)의 병사 7천 명을 포위하여 궁지로 몰았는데, 장제가 이들의 항복을 받아들이려 하자 제갈정이 반대했으나 장제는 항복을 받아들였다.
이후 장제가 진나라의 주준(周浚)에게 밀리고 후방에서 장교가 항복했던 군사들을 이끌며 공격하자 오군이 대패했다. 제갈정은 패잔병 수백을 이끌며 달아나다가 장제에게 물러날 것을 거듭 권했으나 듣지 않자 할 수 없이 자신만 피신했다.
오나라가 멸망하자 제갈정은 낭야왕(琅邪王) 사마주(司馬伷)의 아내가 되어 있던 누이의 집으로 피신해 숨어 지냈다. 제갈정은 오나라에 인질로 가기 전에 사마염(司馬炎)과 친분이 있었는데, 사마염은 제갈정이 누이에게 와 있을 것으로 짐작하고 몸소 찾아가 만나 보았다. 사마염은 제갈정을 시중으로 임명하는 조서를 내렸다. 그러나 제갈정은 이를 사양하고 진나라 조정을 향해 앉지 않으며 향리에서 살다 죽었다.

## 제갈정의 친족관계

### 관련 인물
제갈각　제갈경　제갈교　제갈규　제갈균　제갈근

제갈량　제갈반　제갈첨　제갈탄　제갈풍　제갈회